# Athyreus acuticornis
Athyreus acuticornis är en skalbaggsart som beskrevs av Henry Fuller Howden och Martinez 1978. Athyreus acuticornis ingår i släktet Athyreus och familjen Bolboceratidae. Inga underarter finns listade.